# Edwin Frazier
Edwin Frazier (né le 21 janvier 1907 à Stoneham et mort le 2 novembre 1971 à Melrose (Massachusetts)) est un hockeyeur sur glace américain. Lors des Jeux olympiques d'hiver de 1932 disputés à Lake Placid, il remporte la médaille d'argent.

## Palmarès
- Médaille d'argent aux Jeux olympiques de Lake Placid en 1932